# Пежхали (Венґровський повіт)
Пежхали (пол. Pierzchały) — село в Польщі, у гміні Лів Венґровського повіту Мазовецького воєводства.
Населення — 215 осіб (2011).
У 1975-1998 роках село належало до Седлецького воєводства.

## Демографія
Демографічна структура станом на 31 березня 2011 року:
|          | Загалом | Допрацездатний вік | Працездатний вік | Постпрацездатний вік |
| -------- | ------- | ------------------ | ---------------- | -------------------- |
| Чоловіки | 116     | 23                 | 75               | 18                   |
| Жінки    | 99      | 17                 | 55               | 27                   |
| Разом    | 215     | 40                 | 130              | 45                   |